# Касаево (Татарстан)
Каса́ево (тат. Касай) — деревня в Агрызском районе Республики Татарстан. Входит в состав Кадыбашского сельского поселения.

## Этимология
Название деревни произошло от микроэтнонима тюркского происхождения «касай».

## География
Деревня находится в Восточном Предкамье, в 1,5 км к северо-востоку от речки Кады. До ближайшего населённого пункта, центра сельского поселения, села Кадыбаш — 3,5 км на юго-запад, до административного центра района, города Агрыза — 47 км на северо-запад, по автодорогам 101 км.

## История
По ревизии 1816 года здесь проживало 169 человек (138 тептярей из башкир, 17 башкир-припущенников и 14 государственных крестьян из татар), в 1834 году — соответственно 200 тептярей, 42 башкира-припущенника и 17 татар.
По подворной переписи 1890 года в деревне Косаева Косаевского сельского общества проживало 579 тептярей из башкир в 102 дворах и 42 башкира-вотчинника в 7 дворах, а также 36 государственных крестьян из татар в 6 дворах, всего 657 человек (345 мужчин, 312 женщин), из них 1 грамотный. Занимались земледелием (имелось 704,4 десятины усадебной земли, 149,5 десятин пашни, 114 десятин сенокоса, 0,8 десятин выгона, 475,1 десятины подушного леса, а также 6,6 десятин неудобной земли; также 24,3 десятины было снято, 59,9 — сдано крестьянам других общин), скотоводством (155 лошадей, 220 голов КРС, 1645 овец, 73 козы), пчеловодством (17 ульев в 4 дворах), из промыслов — в основном подённой работой. 
По сведениям переписи 1897 года, в деревне Касаева Сарапульского уезда Вятской губернии жили 586 человек (267 мужчин и 319 женщин), из них 585 мусульман.
В 1905 году в деревне проживало 837 человек (389 мужчин, 448 женщин) в 124 дворах.
С 10 августа 1930 года деревня переходит в состав Красноборского района (в 1948 году — в составе Кадыбашского сельсовета), с 28 октября 1960 года — в состав Агрызского района, с 1 февраля 1963 года — в состав Елабужского района. 4 марта 1964 года окончательно вернулась в состав Агрызского района.

## Население
| 1816 | 1859 | 1890 | 1897 | 1905 | 1920 | 1926 | 1938 | 1949 | 1958 | 1970 | 1989 | 2002 | 2010 | 2015 |
| ---- | ---- | ---- | ---- | ---- | ---- | ---- | ---- | ---- | ---- | ---- | ---- | ---- | ---- | ---- |
| 144  | 217  | 579  | 596  | 837  | 727  | 524  | 518  | 286  | 307  | 758  | 146  | 117  | 105  | 97   |

Национальный состав
Согласно результатам переписи 2002 года, в национальной структуре населения татары составляли 86 %.

## Экономика
Есть ферма КРС.

## Инфраструктура
Имеются фельдшерско-акушерский пункт, 2 магазина, сельский клуб, кладбище. 
В деревне единственная улица — Центральная.